# John Bates Clark
Pour les articles homonymes, voir John Clark (homonymie) et Clark.
John Bates Clark (26 janvier 1847 – 21 mars 1938) est un économiste américain néo-classique. Il est un des pionniers du marginalisme. Il a passé la plus grande partie de sa carrière comme enseignant à l'université Columbia. Influencé par les cours de Karl Knies, il commence par développer des points de vue socialistes avant d'évoluer progressivement et de devenir l'un des plus influents défenseurs du capitalisme de son temps.